# Jani Atanasow
Jani Atanasow (mac. Јани Атанасов, ur. 31 października 1999 w Strumicy) – macedoński piłkarz występujący na pozycji środkowego pomocnika w greckim klubie AE Larisa.

## Kariera klubowa

### Akademija Pandew
Jani Atanasow karierę piłkarską rozpoczął w drużynach juniorskich Akademiji Pandew, klubu ze swojego rodzinnego miasta. W sezonie 2016/17, po awansie Akademiji do drugiej ligi, rozegrał w zespole seniorów 25 spotkań, zdobywając 9 bramek. Zespół ze Strumicy zajął pierwsze miejsce w lidze i awansował, po raz pierwszy w historii do macedońskiej ekstraklasy. W sezonie 2017/18 Atanasow rozegrał 29 spotkań w Prwej lidze, zdobywając 4 bramki.

### Bursaspor Kulübü
W czerwcu 2018 roku ogłoszono transfer Atanasowa do tureckiego Bursasporu Kulübü. Macedończyk nie przebił się jednak na stałe do pierwszej drużyny, w sezonie 2018/19 rozegrał 21 minut w 3 spotkaniach tureckiej ekstraklasy, a większość sezonu spędził w drużynie młodzieżowej. Bursaspor zakończył sezon na 16. miejscu i spadł do pierwszej ligi. Po spadku Atanasow rozegrał w drużynie z Bursy 8 spotkań na drugim poziomie rozgrywkowym oraz 4 spotkania w Pucharze Turcji. W trakcie sezonu Macedończyk ogłosił w mediach społecznościowych chęć odejścia z Bursasporu, spowodowaną małą ilością występów w pierwszej drużynie.

### Hajduk Split
Po rozwiązaniu kontraktu z tureckim Bursasporem, 8 września 2020 roku, Atanasow został ogłoszony nowym piłkarzem Hajduka Split. Z chorwackim klubem związał się 2-letnim kontraktem. W pierwszym sezonie w barwach Hajduków rozegrał 23 mecze ligowe, zdobywając dwie bramki oraz jedno spotkanie w Pucharze Chorwacji. Zadebiutował również w europejskich pucharach, rozgrywając dwa spotkanie eliminacji Ligi Europy. W sezonie 2021/22 wywalczył z Hajdukiem wicemistrzostwo Chorwacji oraz zdobył Puchar Chorwacji. Wystąpił także w dwóch spotkaniach eliminacji Ligi Konferencji UEFA. 19 stycznia 2022 roku Hajduk ogłosił przedłużenie kontraktu z Atanasowem do czerwca 2023 roku. Jesienią sezonu 2022/2023 rozegrał 11 spotkań w chorwackiej ekstraklasie, zdobywając 2 gole oraz trzy spotkania eliminacjach Ligi Konferencji UEFA. Był również zawodnikiem rezerwowym w przegranym przez Hajduk, po rzutach karnych, meczu o Superpuchar Chorwacji.

### Cracovia
W styczniu 2023 roku przeszedł na zasadzie transferu do Cracovii. Z krakowską drużyną podpisał 3,5-letni kontrakt. W Ekstraklasie zadebiutował 30 stycznia, w meczu z Górnikiem, a 8 kwietnia, w przegranym 3:2 spotkaniu z Pogonią Szczecin, zdobył premierową bramkę.

### Puszcza Niepołomice
19 lutego 2025 roku został wypożyczony do Puszczy Niepołomice. W barwach Puszczy zadebiutował 23 lutego 2025 roku w wygranym 0:2 meczu z Lechią Gdańsk. W drużynie z Niepołomic rozegrał łącznie 11 meczów (9 w Ekstraklasie i 2 w Pucharze Polski) oraz strzelił 2 bramki: w meczach z Lechem Poznań i Stalą Mielec.

### AE Larisa
28 lipca 2025 został zawodnikiem greckiego ekstraklasowego AE Larisa.

## Kariera reprezentacyjna
W październiku 2015 roku zadebiutował w młodzieżowych rozgrywkach reprezentacyjnych. Z drużyną Macedonii do lat 17, wystąpił w trzech spotkaniach eliminacji do Mistrzostwa Europy U-17. W przegranym 3:0 meczu ze Szkocją oraz dwóch zremisowanych spotkaniach, z Włochami oraz Bułgarią. Reprezentacja Macedonii z dorobkiem dwóch punktów zajęła ostatnie miejsce w grupie i nie zakwalifikowała się do turnieju finałowego.
W październiku 2016 roku zagrał w trzech spotkaniach eliminacji do Mistrzostwa Europy U-19. Reprezentacja Macedonii odniosła trzy porażki i zajęła ostatnie miejsce w grupie. Rok później w eliminacjach Euro U-19 reprezentacja Macedonii wygrała wszystkie mecze w pierwszej rundzie eliminacji i awansowała do grupy elitarnej eliminacji, w której zajęła ostatnie miejsce, nie uzyskując awansu do turnieju finałowego. Atanasow rozegrał w tej edycji eliminacji 6 spotkań, zdobywając 3 bramki. Wystąpił również w dwóch spotkaniach towarzyskich reprezentacji U-19, w których zdobył jedną bramkę.
Z reprezentacją do lat 21, wystąpił w eliminacjach Euro U-21 2019. Zagrał w czterech spotkaniach a reprezentacja Macedonii zajęła 5. miejsce w grupie. Rok później Atanasow rozegrał osiem spotkaniach eliminacjach młodzieżowego Euro 2021, zdobywając pięć bramek. W dwóch meczach wystąpił z opaską kapitańską. Macedończycy z dorobkiem 18 punktów zajęli 2. miejsce w grupie i nie awansowali do turnieju finałowego. W 2018 roku wystąpił w trzech spotkaniach towarzyskich reprezentacji U-21. Zdobył w nich jedną bramkę.
W seniorskiej reprezentacji zadebiutował 11 listopada 2021 roku, zmieniając w 83' minucie Tihomira Kostadinowa, w wygranym 5:0 spotkaniu eliminacji do mistrzostw świata 2022, z Armenią. Rok później zagrał w jednym spotkaniu Ligi Narodów. Wystąpił w trzech spotkaniach eliminacjach Euro 2024, z reprezentacjami Malty, Ukrainy oraz Anglii. Wystąpił także w trzech spotkaniach towarzyskich reprezentacji.

## Statystyki

### Klubowe
(aktualne na 7 lutego 2025)
| Klub               | Sezon              | Liga               | Liga  | Liga   | Puchar kraju | Puchar kraju | Europa | Europa | Inne  | Inne   | Suma  | Suma   |
| Klub               | Sezon              | Liga               | Mecze | Bramki | Mecze        | Bramki       | Mecze  | Bramki | Mecze | Bramki | Mecze | Bramki |
| ------------------ | ------------------ | ------------------ | ----- | ------ | ------------ | ------------ | ------ | ------ | ----- | ------ | ----- | ------ |
| Akademija Pandew   | 2016/2017          | Wtora liga         | 25    | 9      | ?            | ?            | –      | –      | –     | –      | 25    | 9      |
| Akademija Pandew   | 2017/2018          | Prwa liga          | 29    | 4      | 2            | 2            | –      | –      | –     | –      | 31    | 6      |
| Akademija Pandew   | Ogólnie            | Ogólnie            | 54    | 13     | 2            | 2            | 0      | 0      | 0     | 0      | 56    | 15     |
| Bursaspor Kulübü   | 2018/2019          | Süper Lig          | 3     | 0      | 0            | 0            | –      | –      | –     | –      | 3     | 0      |
| Bursaspor Kulübü   | 2019/2020          | 1. Lig             | 8     | 0      | 4            | 0            | –      | –      | –     | –      | 12    | 0      |
| Bursaspor Kulübü   | Ogólnie            | Ogólnie            | 11    | 0      | 4            | 0            | 0      | 0      | 0     | 0      | 15    | 0      |
| Hajduk Split       | 2020/2021          | Prva liga          | 23    | 2      | 1            | 0            | 2      | 0      | –     | –      | 26    | 2      |
| Hajduk Split       | 2021/2022          | Prva liga          | 21    | 0      | 4            | 2            | 2      | 0      | –     | –      | 27    | 2      |
| Hajduk Split       | 2022/2023          | Prva liga          | 11    | 2      | 2            | 0            | 3      | 0      | 0     | 0      | 16    | 2      |
| Hajduk Split       | Ogólnie            | Ogólnie            | 55    | 4      | 7            | 2            | 7      | 0      | 0     | 0      | 69    | 6      |
| Cracovia           | 2022/2023          | Ekstraklasa        | 15    | 1      | –            | –            | –      | –      | –     | –      | 15    | 1      |
| Cracovia           | 2023/2024          | Ekstraklasa        | 32    | 5      | 3            | 1            | –      | –      | –     | –      | 35    | 6      |
| Cracovia           | 2024/2025          | Ekstraklasa        | 10    | 0      | 1            | 0            | –      | –      | –     | –      | 11    | 0      |
| Cracovia           | Ogólnie            | Ogólnie            | 57    | 6      | 4            | 1            | 0      | 0      | 0     | 0      | 61    | 7      |
| Ogólnie w karierze | Ogólnie w karierze | Ogólnie w karierze | 177   | 23     | 17           | 5            | 7      | 0      | 0     | 0      | 201   | 28     |

### Reprezentacyjne
(aktualne na 7 lutego 2025)
| Reprezentacja      | Rok     | Mecze | Bramki |
| ------------------ | ------- | ----- | ------ |
| Macedonia Północna |         |       |        |
| 2021               | 1       | 0     |        |
| 2022               | 3       | 0     |        |
| 2023               | 10      | 2     |        |
| 2024               | 8       | 1     |        |
| 2025               | 4       | 0     |        |
| Ogólnie            | Ogólnie | 26    | 3      |

| Mecze i gole w reprezentacji | Mecze i gole w reprezentacji | Mecze i gole w reprezentacji | Mecze i gole w reprezentacji | Mecze i gole w reprezentacji | Mecze i gole w reprezentacji | Mecze i gole w reprezentacji |
| Lp.                          | Data                         | Miasto                       | Przeciwnik                   | Gol                          | Wynik                        | Rozgrywki                    |
| ---------------------------- | ---------------------------- | ---------------------------- | ---------------------------- | ---------------------------- | ---------------------------- | ---------------------------- |
| 1.                           | 11.11.2021                   | Erywań                       | Armenia                      |                              | 5:0                          | el. MŚ 2022                  |
| 2.                           | 23.09.2022                   | Tbilisi                      | Gruzja                       |                              | 0:2                          | LN 2022/2023                 |
| 3.                           | 17.11.2022                   | Skopje                       | Finlandia                    |                              | 1:1                          | towarzyski                   |
| 4.                           | 20.11.2022                   | Skopje                       | Azerbejdżan                  |                              | 1:3                          | towarzyski                   |
| 5.                           | 23.03.2023                   | Skopje                       | Malta                        |                              | 2:1                          | el. ME 2024                  |
| 6.                           | 27.03.2023                   | Skopje                       | Wyspy Owcze                  |                              | 1:0                          | towarzyski                   |
| 7.                           | 16.06.2023                   | Skopje                       | Ukraina                      |                              | 2:3                          | el. ME 2024                  |
| 8.                           | 19.06.2023                   | Manchester                   | Anglia                       |                              | 0:7                          | el. ME 2024                  |
| 9.                           | 09.09.2023                   | Skopje                       | Włochy                       |                              | 1:1                          | el. ME 2024                  |
| 10.                          | 12.09.2023                   | Ta’ Qali                     | Malta                        |                              | 2:0                          | el. ME 2024                  |
| 11.                          | 14.10.2023                   | Praga                        | Ukraina                      |                              | 0:2                          | el. ME 2024                  |
| 12.                          | 17.10.2023                   | Strumica                     | Armenia                      |                              | 3:1                          | towarzyski                   |
| 13.                          | 17.11.2023                   | Rzym                         | Włochy                       | Gol · Gol                    | 2:5                          | el. ME 2024                  |
| 14.                          | 20.11.2023                   | Skopje                       | Anglia                       |                              | 1:1                          | el. ME 2024                  |
| 15.                          | 22.03.2024                   | Antalya                      | Mołdawia                     |                              | 1:1                          | towarzyski                   |
| 16.                          | 25.03.2024                   | Antalya                      | Czarnogóra                   |                              | 0:1                          | towarzyski                   |
| 17.                          | 03.06.2024                   | Rijeka                       | Chorwacja                    |                              | 0:3                          | towarzyski                   |
| 18.                          | 10.06.2024                   | Hradec Králové               | Czechy                       |                              | 1:2                          | towarzyski                   |
| 19.                          | 10.09.2024                   | Skopje                       | Armenia                      |                              | 2:0                          | LN 2024/2025                 |
| 20.                          | 10.10.2024                   | Ryga                         | Łotwa                        | Gol                          | 3:0                          | LN 2024/2025                 |
| 21.                          | 13.10.2024                   | Erywań                       | Armenia                      |                              | 2:0                          | LN 2024/2025                 |
| 22.                          | 17.11.2024                   | Skopje                       | Wyspy Owcze                  |                              | 1:0                          | LN 2024/2025                 |

## Sukcesy

### Akademija Pandew
- Awans do Prwej ligi: 2016/2017

### Hajduk Split
- Puchar Chorwacji: 2021/2022, 2022/2023